# Wnętrze z kobietami przy bieliźniarce
Wnętrze z kobietami przy bieliźniarce (niderl. Binnenhuis met vrouwen bij een linnenkast) – obraz holenderskiego malarza Pietera de Hoocha, namalowany w 1663 roku.

## Opis
Pieter de Hooch malował głównie obrazy rodzajowe z ukrytym przesłaniem moralnym. Jego dzieła odzwierciedlały wartości, które były szczególnie hołubione w ówczesnym społeczeństwie Holandii. Na płótnie, znanym również pod tytułem Przed szafą na bieliznę, przedstawił komnatę w zamożnym domu; tematem nadrzędnym obrazu jest utrzymanie porządku i czystości. Czystość Holendrzy uważali za szczególną cnotę, a jej utrzymanie wymagało wysiłku i czasu, tym samym przyczyniając się do eliminowania z życia grzesznej bezczynności. Takie właśnie przesłanie niesie płótno Hoocha.
Obraz przedstawia jeszcze jeden element bardzo charakterystyczny dla ówczesnej Holandii. W połowie XVII wieku coraz modniejszym wyposażeniem pokoi była szafa zwana bieliźniarką. Mebel musiał pomieścić wszystkie dobra, które gromadziła pani domu. Przechowywano w niej zwoje koronek, sztywne krezy w pudłach, szerokoskrzydłe kapelusze, czy sterty olanda, delikatnego płótna holenderskiego w formie obrusów, pościeli i bielizny.
Hooch przedstawił scenę wkładania czystej bielizny do szafy. Pani domu z nabożeństwem odbiera od służącej złożoną pościel przyniesioną w koszu. Gest jej rąk wskazuje na chęć przeliczenia wyłożonych sztuk. Bielizna jest biała, co często oznaczało czystość serca przed obliczem Boga, a plamy na płótnie grzech. Pokojówka pracuje tylko dla pani domu. Mimo że przed domem widnieje spora kałuża, pokojówka nie nosi chodaków, z czego można wnioskować, że nie musi często wychodzić z domu i wykonywać innych prac. Również chłopcem, grającym w hokeja, opiekuje się ktoś inny. Chłopiec wydawałoby się nosi ubranie dziewczynki, lecz w XVII-wiecznej Holandii zarówno chłopcy, jak i dziewczynki nosili identyczne stroje; cechą wyróżniającą płeć był krój kołnierzyka (chłopcy nosili kołnierzyk kwadratowy, dziewczynki kolisty).

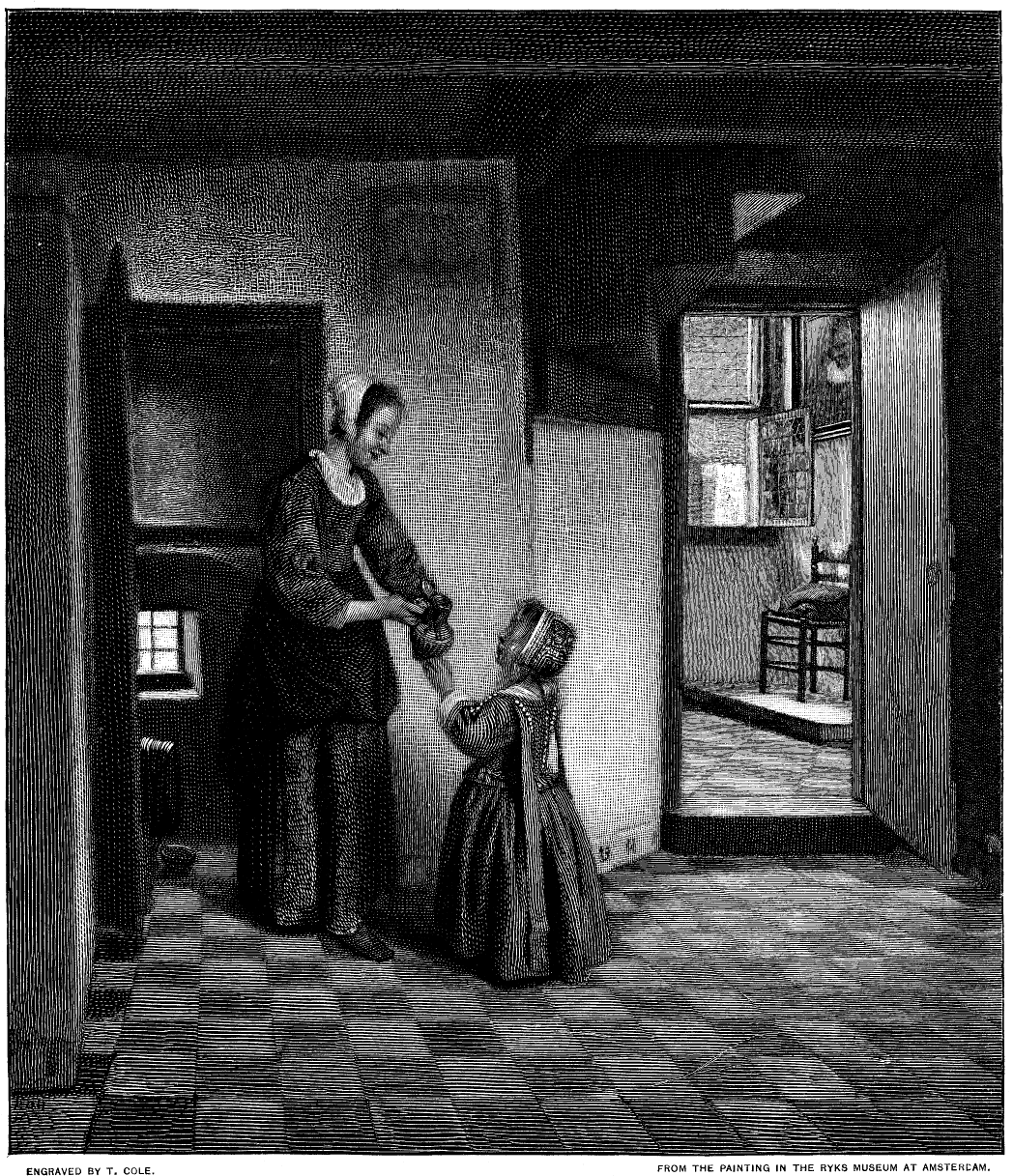
Spiżarnia (1659, Rijksmuseum Amsterdam)

Na posadzce Hooch przedstawił flizy, drzwi ozdobił supraportą, a nad nią posążkiem greckiego herosa Perseusza ze swoim łupem – głową Meduzy. Elementy te świadczą o względnej zamożności rodziny, choć jest ona jeszcze na dorobku. Strome jak drabina schody, drążkowe krzesło i potężna szafa są elementami mało wykwintnymi. O statusie rodziny świadczy również obraz z pejzażem morskim na ścianie i czarka chińskiej porcelany stojąca wysoko na rogu szafy. Połączenie tych symbolicznych elementów wskazuje, iż rodzina dorabia się na handlu zamorskim. Morski pejzaż i sprawującą domowe obowiązki kobieta można skojarzyć z sentencją Jacoba Catsa, XVII wiecznego poety i moralisty holenderskiego 

Podróżuj, zaradny mężu i dbaj o swe dochody. Trwaj w domu, młoda kobieto i dbaj o rodzinę.

W głębi obrazu widoczny jest przedsionek prowadzący do wyjścia, a za nim otwarte drzwi z widokiem na amsterdamski kanał i na fasadę wiernie odmalowanej kamienicy.
Podobne wnętrza o nieskazitelnym porządku widoczne są na wielu innych obrazach malarza, m.in. płótnach Kobieta z dzieckiem i małą dziewczynką (1658) czy Spiżarnia (1659), Rijksmuseum Amsterdam. Panujący ład podkreślony jest na nich rytmem płytek na posadzce, a kontrast stanowi matka częstująca swoją córkę piwem.